# Sint-Augustinuskerk (Gaanderen)
De Sint-Augustinuskerk is een rooms-katholieke kerk in de Nederlandse plaats Gaanderen. De kerk is in de jaren 1951 - 1952 gebouwd naar ontwerp van architect Johannes Sluijmer en is gewijd aan Augustinus van Hippo. De kerk is op 21 mei 1952 geconsacreerd door de aartsbisschop van Utrecht, Bernardus Alfrink. De kerk is opgezet als driebeukige bakstenen basiliek in traditionalistische stijl. Het portaal bestaat uit drie entrees. Boven het portaal zijn kleine rondboogvensters verwerkt. In de zijgevels zijn grotere varianten vensters aangebracht. Boven het priesterkoor, dat zich boven het schip uitsteekt, bevindt zich een kleine klokkentoren.
In 2013 werd besloten om de kerk uit de eredienst te onttrekken en het gebouw te verkopen.